# Ramon Rovira i Pol
Ramon Rovira i Pol (Sils, 1959) és un periodista català, des de febrer de 2019 adjunt a la presidència i director de Relacions Institucionals del Grup Godó.
Va començar la seva carrera professional a El Punt i va treballar a Radio Nacional de España, a Catalunya Ràdio i a Televisió Espanyola. El 1988 va iniciar-se a TV3 com a delegat a la demarcació de Girona i presentador dels primers Telenotícies comarques de Girona. Posteriorment, va exercir de cap de la secció de Catalunya i cap de política de TV3. Entre 1996 i 2001 va ser el corresponsal de la cadena a Washington DC i cap d'Informatius entre 2001 i 2004, moment en què seria nomenat cap de Comunicació i Relacions Institucionals fins al 2006. Des de 2002 i fins al 2007 va presentar el programa d'anàlisi i debat polític del Canal 33 Àgora. El 2012 va ser proposat com un dels candidats a dirigir Televisió de Catalunya, subtituïnt Mònica Terribas, oferta que va declinar. Ha estat el responsable de la comunicació i relacions institucionals i subdirector general de Banc Sabadell. El novembre de 2017 el Grup Godó el fa fitxar com a director general de la seva línia audiovisual i de RAC1. Al novembre de 2018 va ser nomenat adjunt a la presidència i director de Relacions Institucionals del grup un càrrec, de nova creació que assumeix les responsabilitats que durant 16 anys havia desenvolupat el director general de presidència, Josep Caminal que abandonà el Grup.